# Walter Evans-Wentz
Pour les articles homonymes, voir Evans et Wentz.
Walter Yeeling Evans-Wentz (né le 2 février 1878 à Trenton et mort le 17 juillet 1965 à Encinitas) est un anthropologue et écrivain américain, pionnier des études sur le bouddhisme tibétain.

## Biographie
Né sous le nom de Walter Yeeling Wentz à Trenton, dans le New Jersey, il lit très tôt les ouvrages de la théosophe Madame Blavatsky tels Isis dévoilée et La doctrine secrète. Il se montre intéressé pour enseigner la théosophie.
Il obtient son BA puis son MA à l'université Stanford, où il fait la rencontre de William James et de William Butler Yeats. Il étudie ensuite, en 1907, la mythologie celte et le folklore au Jesus College d'Oxford. Il ajoute ensuite à son nom le prénom d'Evans, se faisant appeler dorénavant Evans-Wentz. Il voyage beaucoup, visitant le Mexique, l'Europe et le Moyen-Orient. Lors de la Première Guerre mondiale, il réside en Égypte. Il se rend ensuite au Sri Lanka puis en Inde, s'établissant un temps à Darjeeling en 1919. Il s'y intéresse aux textes bouddhistes anciens.
Evans-Wentz est connu pour avoir effectué la traduction de quatre textes d'importance formant le Bardo Thodol, le Livre des morts tibétain, avec l'aide de Lama Kazi Dawa Samdup (1868–1923), enseignant en anglais à l'école pour garçons du Maharaja, à Gangtok, dans le Sikkim et qui avait déjà travaillé auparavant avec Alexandra David-Néel et John George Woodroffe.
Evans-Wentz devint bouddhiste, étant le disciple de la philosophie de Dawa-Samdup qui préconise le végétarisme. Il rencontra Ramana Maharshi en 1935, puis décida de s'établir définitivement en Inde. Mais il dut retourner aux États-Unis en raison de la Seconde Guerre mondiale qui toucha l'Inde. Il passa ses dernières années à San Diego, d'où il aida financièrement la Maha Bodhi Society, mais aussi la Self-Realization Fellowship (en), et la Société théosophique. 
Evans-Wentz meurt le 17 juillet 1965 à Encinitas, dans l'ashram de Paramahansa Yogananda qui fut un de ses amis proches.
Un extrait de son ouvrage, le Livre des morts tibétain, a été lu lors de ses funérailles.
Le département d'études religieuses de l'université Stanford a accueilli les The Evans-Wentz Lectureship in Asian Philosophy, Religion, and Ethics depuis 1969.

## Œuvres
- (en) The fairy-faith in Celtic countries, London, New York, H. Frowde, 1911.
- (en) The Tibetan book of the dead or, The after-death experiences on the Bardo plane, according to Lāma Kazi Dawa-Samdup’s English rendering, préface de John George Woodroffe, London, Oxford University Press, H. Milford, 1927.
- (en) Tibetan yoga and secret doctrines or, Seven books of wisdom of the great path, according to the late Lāma Kazi Dawa-Samdup’s English rendering; arranged and edited with introductions and annotations to serve as a commentary, London, Oxford University Press, H. Milford, 1935.
- (en) Tibet’s great yogī, Milarepa : a biography from the Tibetan ; being the Jetsün-Kahbum or biographical history of Jetsün-Milarepa according to the late Lāma Kazi Dawa-Samdup’s English rendering, introduction et notes par W. Y. Evans-Wentz, London, New York : Oxford University Press, 1951.
- (en) The Tibetan book of the great liberation; or, The method of realizing nirvana through knowing the mind, preceded by an epitome of Padma-Sambhava’s biography and followed by Guru Phadampa Sangay’s teachings.. Introduction et notes par W. Y. Evans-Wentz, avec des commentaires psychologiques de Carl Gustav Jung, London, New York, Oxford University Press, 1954.
- (fr) Lama Kazi Dawa Samdup et Walter Evans-Wentz, Milarépa ou Jetsun-Kahbum. Vie de Jetsün Milarepa, traduction française de Roland Ryser, Librairie d'Amérique et d'Orient, éditions Adrien-Maisonneuve, Paris, 1955. (réimpression 2000),  (ISBN 2720010340)
- (fr) Lama Kazi Dawa Samdup et Walter Evans-Wentz, Le Livre des morts tibétain, suivi d'un Commentaire psychologique de Carl Gustav Jung, traduction Marguerite La Fuente, préface Jacques Bacot, Editions A. Maisonneuve, Paris, 1933, réimpression 1998,  (ISBN 2720000019)
- (fr) Lama Kazi Dawa Samdup et Walter Evans-Wentz, Le yoga tibétain et les doctrines secrètes ou les Sept livres de la sagesse du grand sentier, avec Walter Y. Evans-Wentz, traduction Marguerite la Fuente, Ed. Maisonneuve, 1964. (réimpression 1997),  (ISBN 2720009881)